# Грасалема
Грасалема (ісп. Grazalema) — муніципалітет в Іспанії, у складі автономної спільноти Андалусія, у провінції Кадіс. Населення — 2203 особи (2010).
Муніципалітет розташований на відстані близько 430 км на південь від Мадрида, 85 км на схід від Кадіса.
На території муніципалітету розташовані такі населені пункти: (дані про населення за 2010 рік)
- Бенамаома: 420 осіб
- Гайдовар: 115 осіб
- Грасалема: 1668 осіб

## Демографія
Динаміка населення (INE ):

## Галерея зображень

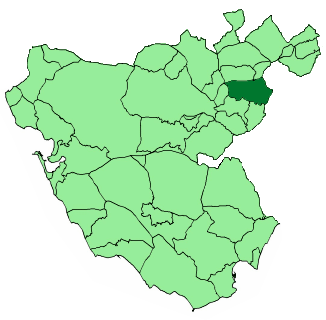
Розташування муніципалітету у провінції Кадіс
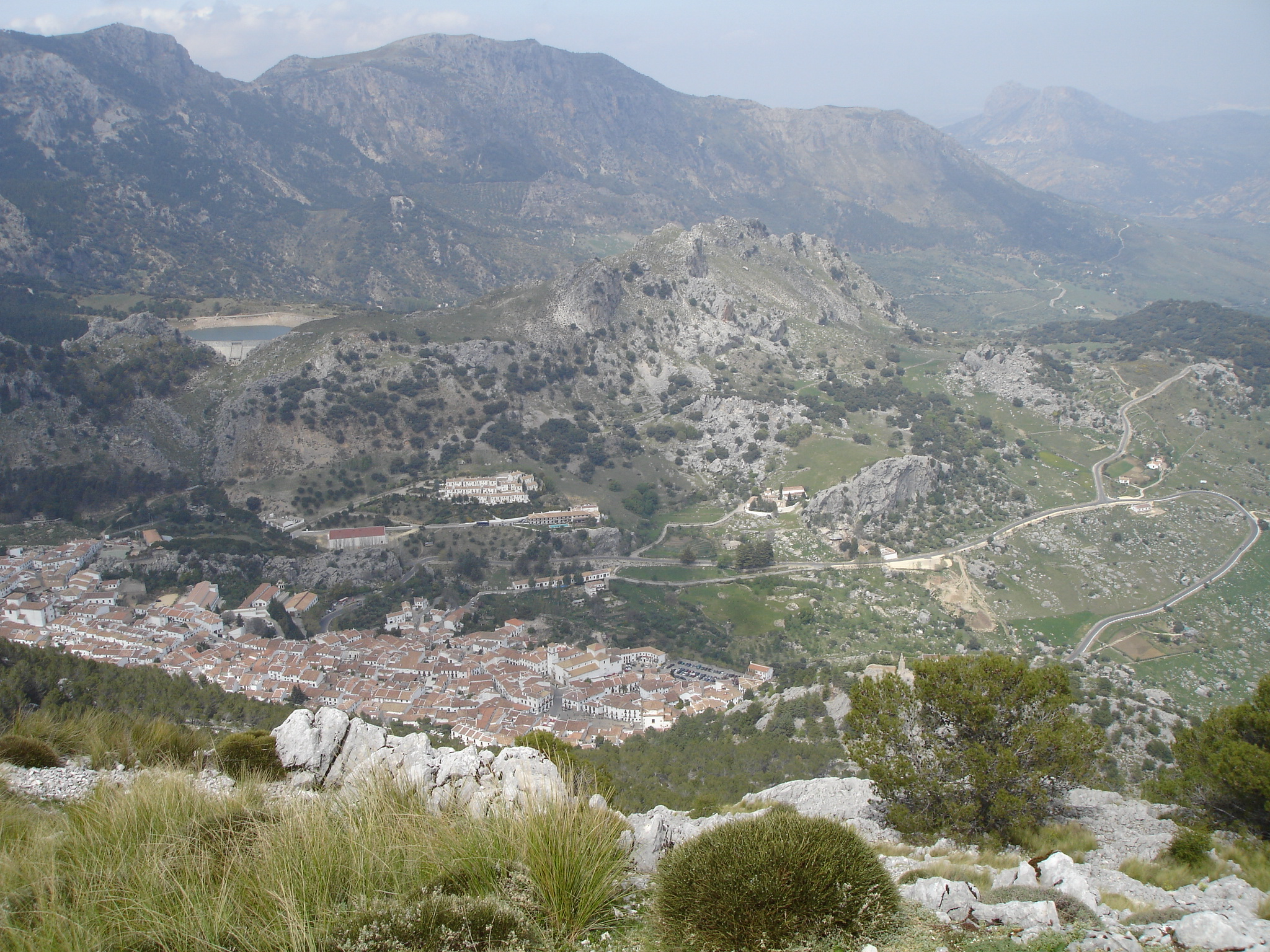
Грасалема
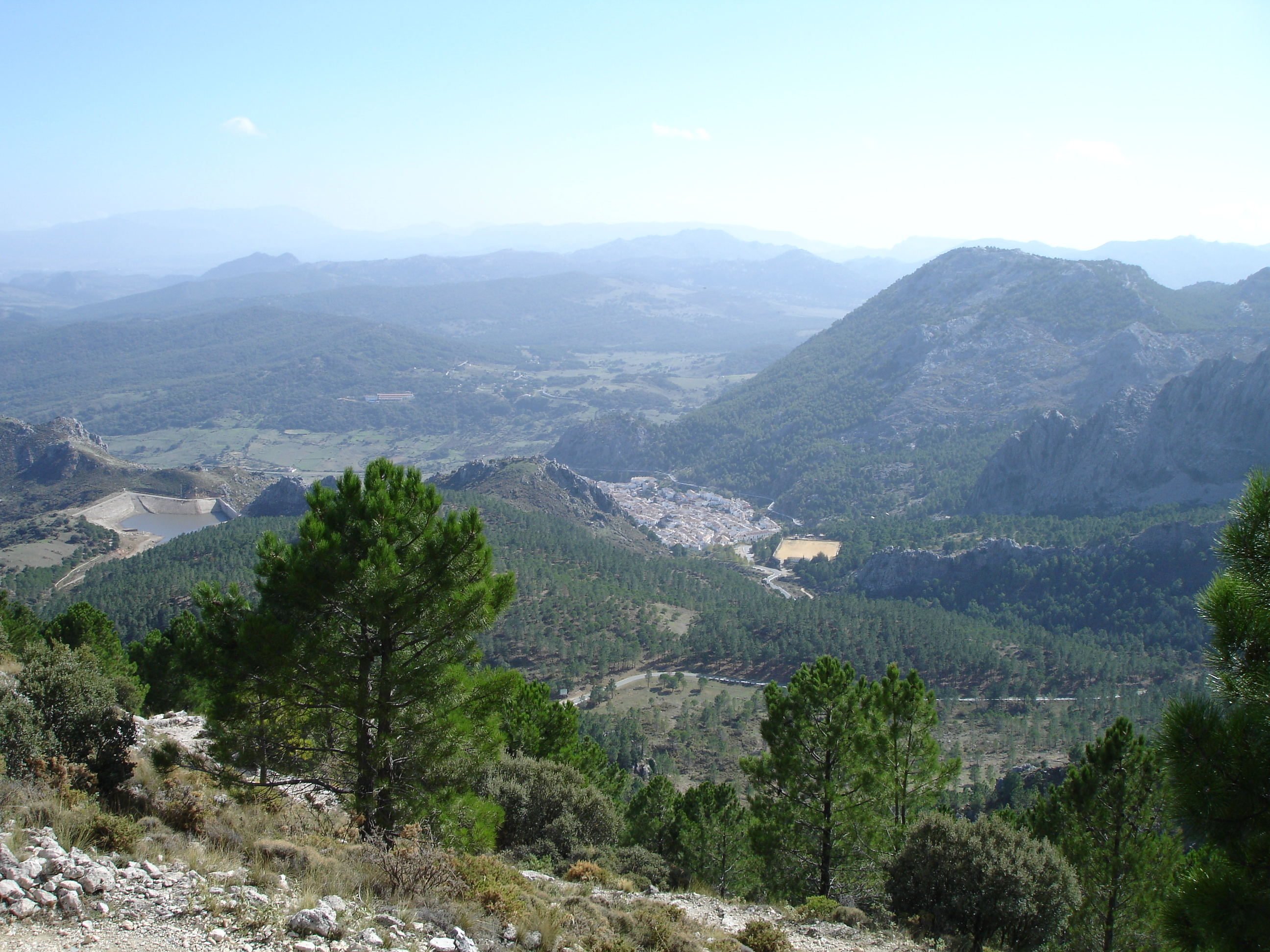
Грасалема
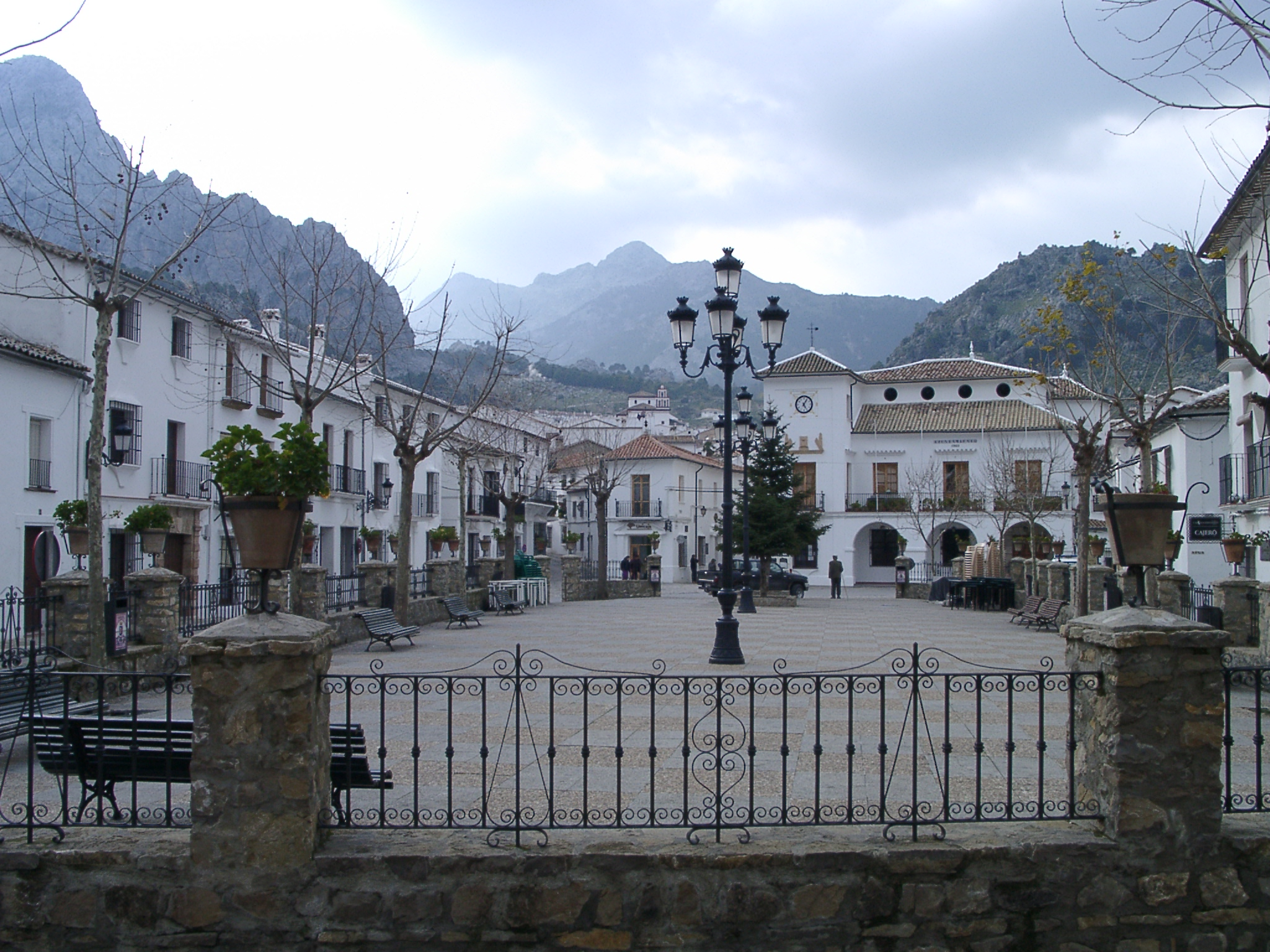
Центральна площа
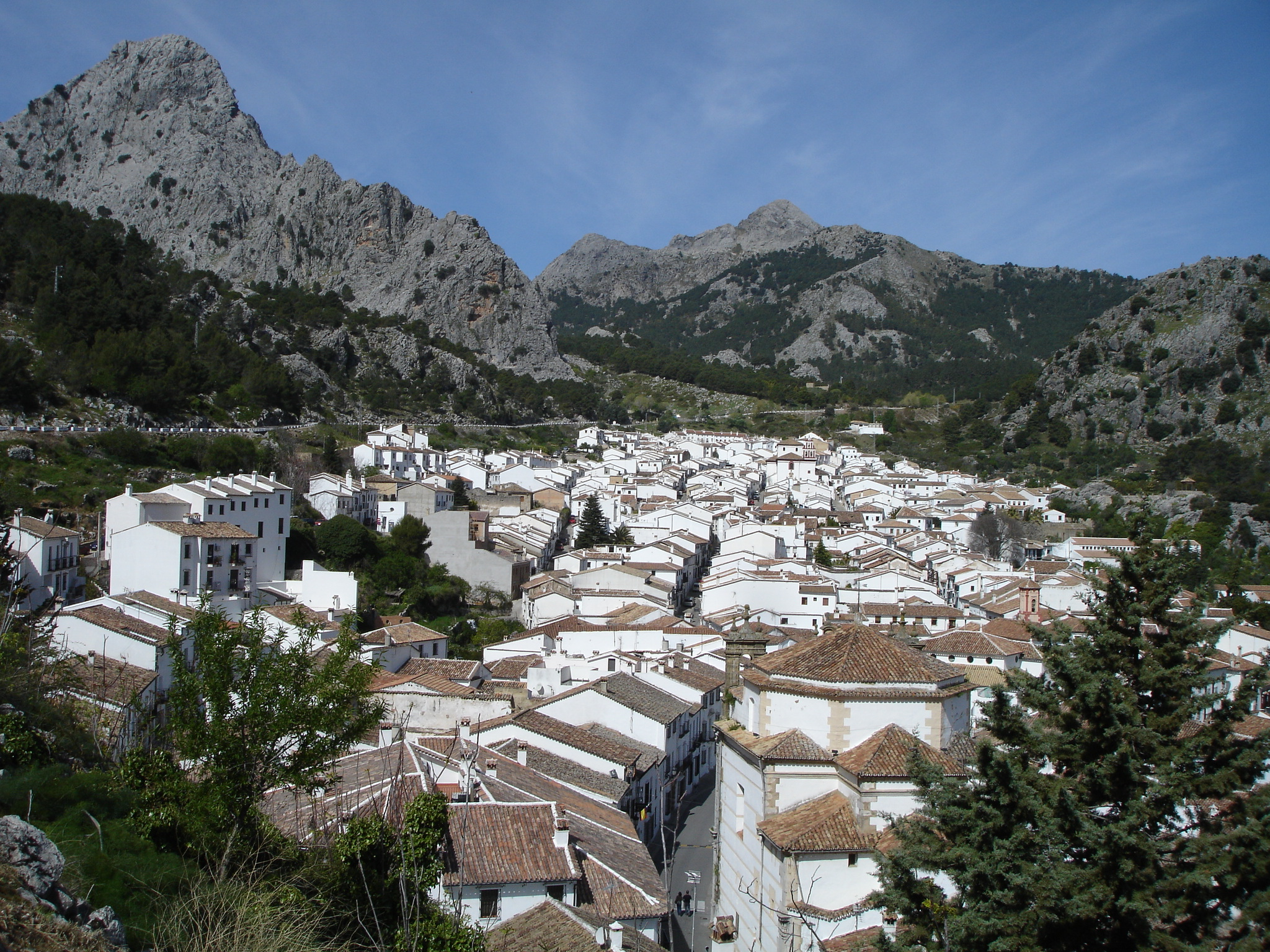
Грасалема
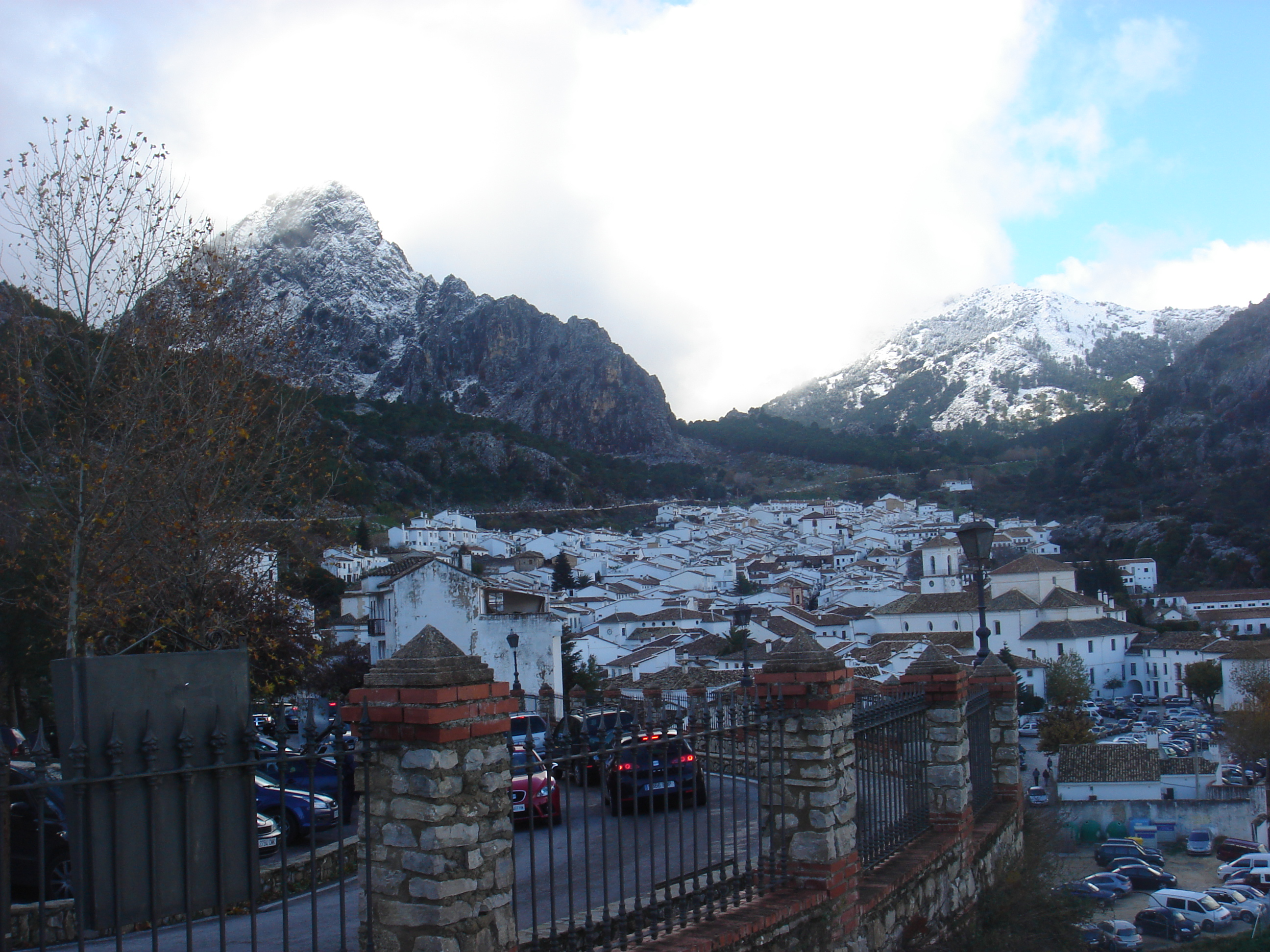
Грасалема взимку
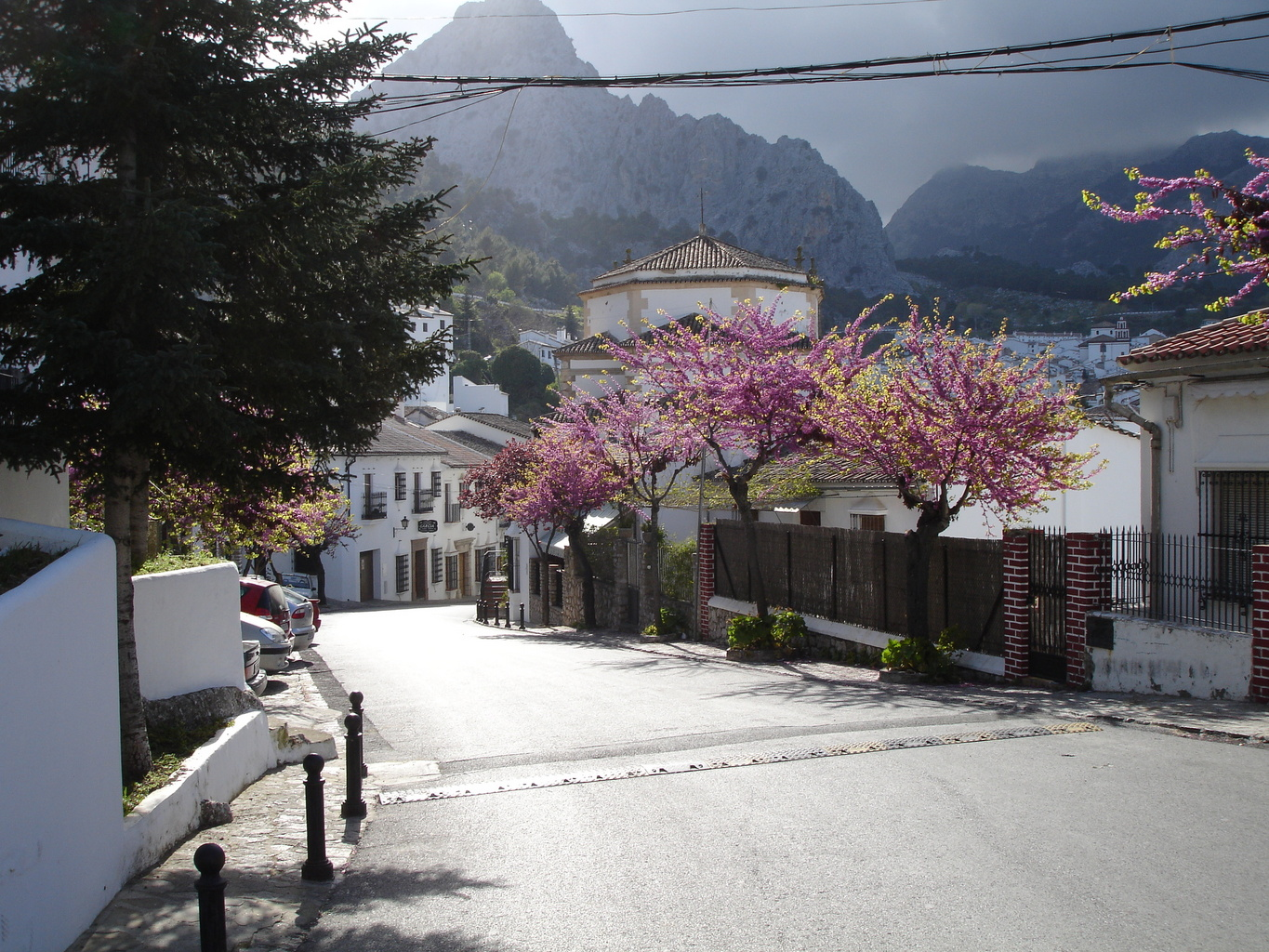
Грасалема
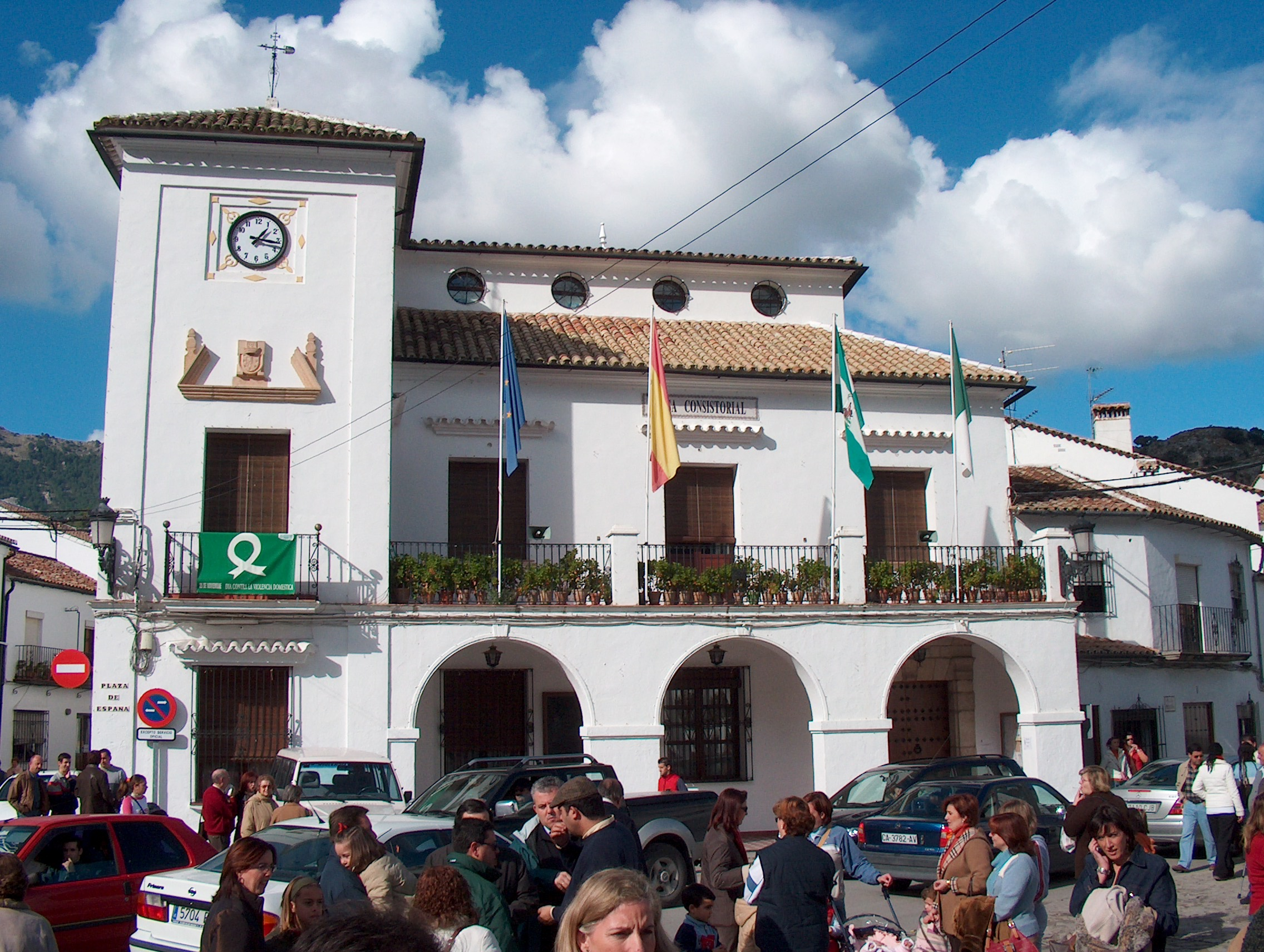
Муніципальна рада Грасалеми
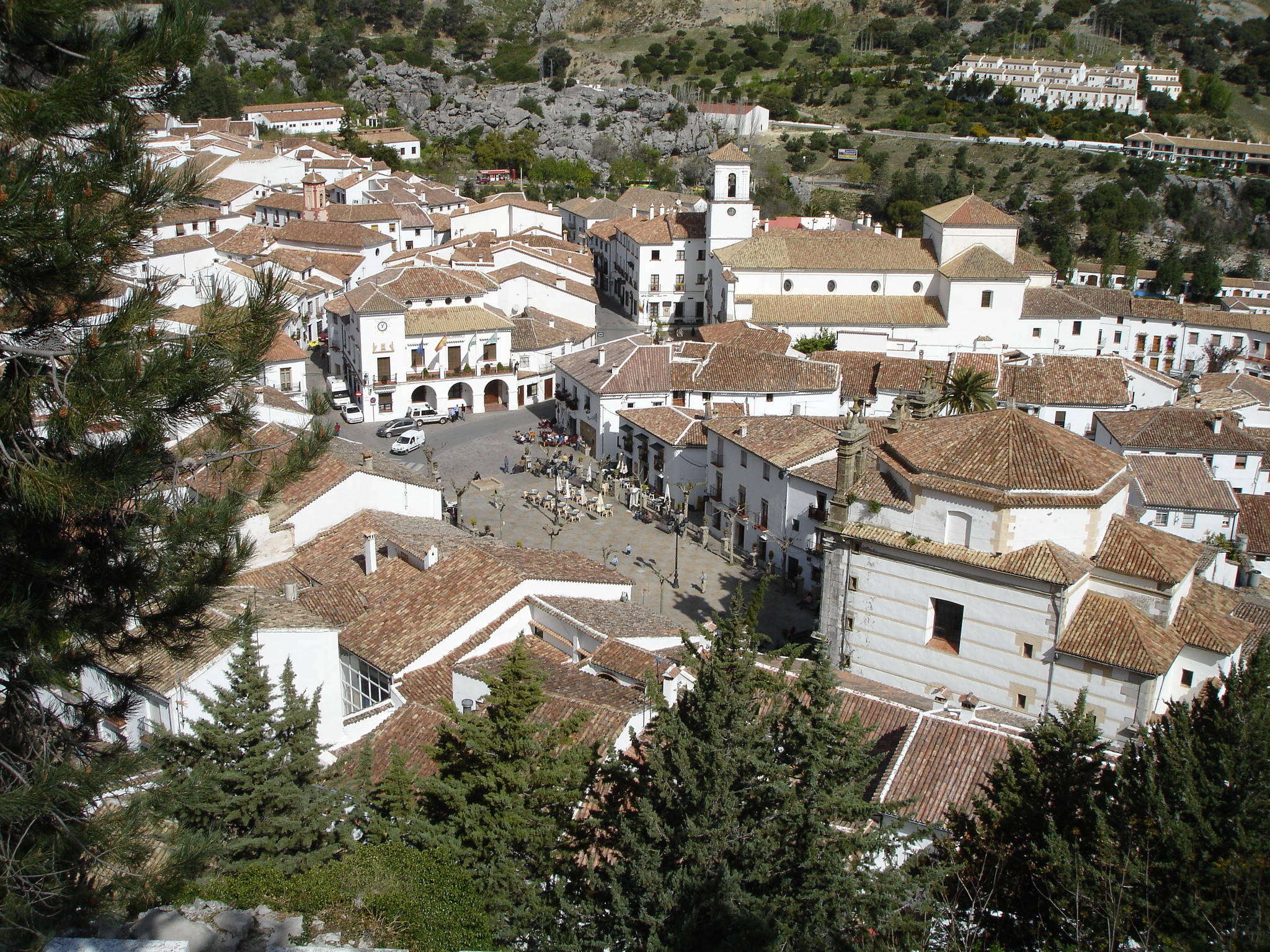
Центральна площа, Грасалема
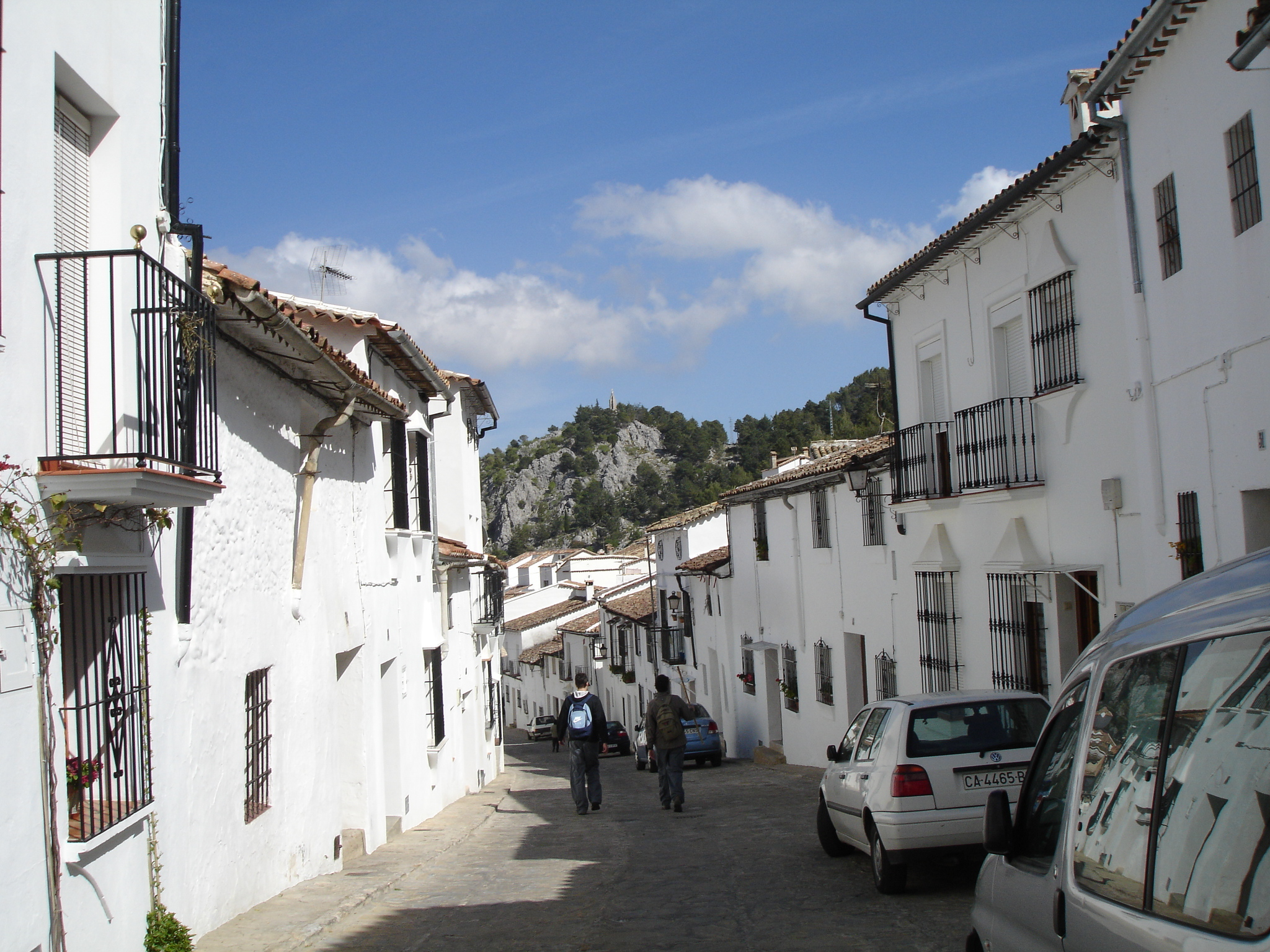
Вулиця у Грасалемі